# Georg Lehmacher
Georg Lehmacher (* 13. März 1962 in Stuttgart) ist deutscher Schriftsteller, Designer und Rettungsassistent.

## Leben
Nach Abitur im Jahr 1981 und Zivildienst als Rettungssanitäter für das Bayerische Rote Kreuz  studierte er Kommunikationsdesign in Augsburg. Seine Zivildienstzeit prägte ihn so stark, dass er bis heute als Rettungsassistent ehrenamtlich tätig ist. Nach Tätigkeiten in Werbeagenturen gründete er 1993 ein Büro für Gestaltung. Seit 1996 ist er zudem als Schriftsteller tätig. Er ist verheiratet und Vater von drei Kindern. Seit dem Jahr 2001 ist Georg Lehmacher auch an der Hochschule für angewandte Wissenschaften in Augsburg im Fachbereich Architektur als Dozent tätig.
Seit dem Jahr 2015 ist Georg Lehmacher, der 2002 eine Fluglizenz erworben hat, ehrenamtlich auch als Einsatzpilot bei der Luftrettungsstaffel Bayern tätig, wo er u. a. Luftbeobachtungsflüge zur Verhinderung von Waldbränden durchführt.

## Künstlerisches Schaffen
Im Jahr 1996 veröffentlichte Georg Lehmacher gemeinsam mit seiner Ehefrau Renate erstmals Geschenkbücher. Im Laufe seines Schaffens entwickelte er sich darüber hinaus zum Erzähler von Geschichten „über die alltäglichen Wunder“. In seinem jüngsten Titel verarbeitet er seine Erlebnisse und Erfahrungen aus den Notarzteinsätzen literarisch. Seine Bücher wurden insgesamt 1,5 Millionen Mal verkauft.

## Einzelne Werke
- Schneller als der Tod erlaubt. Bastei Lübbe, Köln 2013. ISBN 978-3-404-60729-7.
- Stille Weihnachtswunder. Pattloch, München 2012. ISBN 978-3-629-13019-8.
- 365 Tage der Freude. Weltbild, Augsburg 2012. ISBN 978-3-8289-3654-6.
- Wahre Weihnachtswunder. Pattloch, München 2011. ISBN 978-3-629-02297-4.
- Die sieben Geheimnisse des Herzens. Herder, Freiburg i. Br./Basel/Wien 2011. ISBN 978-3-451-30445-3.
- Im Haus der Schwalbe. DaFiorino, Friedberg 2013. ISBN 978-3945009604
- Keine Angst, wir kommen: Unfassbare Geschichten vom Rettungsdienst. Fontis Brunnen Basel. ISBN 978-3038480051